# Эмигранты (фильм)
«Эмигранты» (швед. Utvandrarna) — шведский художественный фильм режиссёра Яна Труэля, вышедший в 1971 году. В главных ролях задействованы Макс фон Сюдов и Лив Ульман. Фильм основан на двух романах писателя Вильхельма Муберга — «Эмигранты» (Utvandrarna, 1949) и «Иммигранты» (Invandrarna, 1952), которые входят в цикл из четырёх произведений, объединяемых под общим названием «Эмигранты» (Utvandrarserien).
Фильм номинировался на пять статуэток премии «Оскар» в категориях «Лучший фильм», «Лучшая режиссёрская работа», «Лучшая женская роль», «Лучший адаптированный сценарий» и «Лучший фильм на иностранном языке». Кроме этого, фильм победил в двух номинациях премии «Золотой глобус» («Лучший фильм на иностранном языке» и «Лучшая женская роль — драма»).
В 1972 году был снят сиквел фильма — «Поселенцы».

## Сюжет
1844 год. В провинции Смоланд, что на юге Швеции, проживает крестьянская супружеская пара Карл-Оскар (Макс фон Сюдов) и Кристина (Лив Ульман) Нильссоны. Несколько лет подряд выдались неурожайными, а семья с каждым годом становится всё больше. Младший брат Карла-Оскара Роберт, 15-летний мечтательный подросток, вынужден устроиться батраком на соседнюю ферму, где терпит побои и издевательства со стороны хозяина. Постепенно у братьев созревает идея перебраться в Америку, где, как пишут в газетах, много земли и можно быстро разбогатеть. К Нильссонам присоединяется группа людей под началом Даниэля, испытывающая религиозные преследования со стороны местных властей. Им предстоит проделать долгий и тяжелый путь, прежде чем они достигнут столь желанной Миннесоты.

## В ролях
| Актёр             | Роль                |
| ----------------- | ------------------- |
| Макс фон Сюдов    | Карл-Оскар Нильссон |
| Лив Ульман        | Кристина Нильссон   |
| Эдди Аксберг      | Роберт Нильссон     |
| Пьер Линдстедт    | Арвид               |
| Аллан Эдвалль     | Даниэль             |
| Моника Сеттерлунд | Ульрика             |
| Ханс Альфредсон   | Юнас Петтер         |
| Оке Фриделль      | Арон                |

## Критика
Кинокритик журнала Life Ричард Шниккель так отзывался о фильме:

Ян Труэль создал шедевр о мечте, которая сотворила Америку.

Кинокритик газеты The New York Times Винсент Кэнби был в восторге от игры актёров, в особенности от Макса фон Сюдова и Лив Ульман.

## Награды и номинации
- 1971 — премия «Золотой жук» за лучший фильм.
- 1972 — премия «Золотой жук» за лучшую мужскую роль (Эдди Аксберг).
- 1972 — премия «Юсси» (Финляндия) лучшему зарубежному кинематографисту (Ян Труэль).
- 1973 — пять номинаций на премию «Оскар»: лучший фильм (Бенгт Форслунд), лучшая режиссёрская работа (Ян Труэль), лучшая женская роль (Лив Ульман), лучший адаптированный сценарий (Бенгт Форслунд, Ян Труэль) и лучший фильм на иностранном языке.
- 1973 — две премии «Золотого глобуса»: лучший фильм на иностранном языке, лучшая женская роль — драма (Лив Ульман).